# Kvalifikace na Mistrovství světa ve fotbale 1978 (UEFA)
Kvalifikace na Mistrovství světa ve fotbale 1978 zóny UEFA určila 8 účastníků finálového turnaje a jednoho účastníka mezikontinentální baráže proti třetímu celku zóny CONMEBOL.
Celkem 31 týmů bylo rozlosováno do devíti skupin po čtyřech, resp. třech týmech. Ve skupinách se týmy utkaly dvoukolově každý s každým doma a venku. Vítězové skupin 1 až 8 postoupili přímo na MS. Vítěz skupiny 9 postoupil do mezikontinentální baráže proti třetímu týmu zóny CONMEBOL.

## Skupina 1
| Poř. | Tým         | B  | Z | V | R | P | VG | IG | +/- |
| ---- | ----------- | -- | - | - | - | - | -- | -- | --- |
| 1    | Polsko      | 11 | 6 | 5 | 1 | 0 | 17 | 4  | 13  |
| 2    | Portugalsko | 9  | 6 | 4 | 1 | 1 | 12 | 6  | 6   |
| 3    | Dánsko      | 4  | 6 | 2 | 0 | 4 | 14 | 12 | 2   |
| 4    | Kypr        | 0  | 6 | 0 | 0 | 6 | 3  | 24 | -21 |

| Datum                       | Domácí      | Výsledek | Hosté       |
| --------------------------- | ----------- | -------- | ----------- |
| 23. května 1976, Lemesos    | Kypr        | 1 – 5    | Dánsko      |
| 16. října 1976, Porto       | Portugalsko | 0 – 2    | Polsko      |
| 27. října 1976, Kodaň       | Dánsko      | 5 – 0    | Kypr        |
| 31. října 1976, Varšava     | Polsko      | 5 – 0    | Kypr        |
| 17. listopadu 1976, Lisabon | Portugalsko | 1 – 0    | Dánsko      |
| 5. prosince 1976, Lemesos   | Kypr        | 1 – 2    | Portugalsko |
| 1. května 1977, Kodaň       | Dánsko      | 1 – 2    | Polsko      |
| 15. května 1977, Lemesos    | Kypr        | 1 – 3    | Polsko      |
| 21. září 1977, Chořov       | Polsko      | 4 – 1    | Dánsko      |
| 9. října 1977, Kodaň        | Dánsko      | 2 – 4    | Portugalsko |
| 29. října 1977, Chořov      | Polsko      | 1 – 1    | Portugalsko |
| 16. listopadu 1977, Faro    | Portugalsko | 4 – 0    | Kypr        |

## Skupina 2
| Poř. | Tým         | B  | Z | V | R | P | VG | IG | +/- |
| ---- | ----------- | -- | - | - | - | - | -- | -- | --- |
| 1    | Itálie      | 10 | 6 | 5 | 0 | 1 | 18 | 4  | 14  |
| 2    | Anglie      | 10 | 6 | 5 | 0 | 1 | 15 | 4  | 11  |
| 3    | Finsko      | 4  | 6 | 2 | 0 | 4 | 11 | 16 | -5  |
| 4    | Lucembursko | 0  | 6 | 0 | 0 | 6 | 2  | 22 | -20 |

| Datum                      | Domácí      | Výsledek | Hosté       |
| -------------------------- | ----------- | -------- | ----------- |
| 13. června 1976, Helsinky  | Finsko      | 1 – 4    | Anglie      |
| 22. září 1976, Helsinky    | Finsko      | 7 – 1    | Lucembursko |
| 13. října 1976, Londýn     | Anglie      | 2 – 1    | Finsko      |
| 16. října 1976, Lucemburk  | Lucembursko | 1 – 4    | Itálie      |
| 17. listopadu 1976, Řím    | Itálie      | 2 – 0    | Anglie      |
| 30. března 1977, Londýn    | Anglie      | 5 – 0    | Lucembursko |
| 26. května 1977, Lucemburk | Lucembursko | 0 – 1    | Finsko      |
| 8. června 1977, Helsinky   | Finsko      | 0 – 3    | Itálie      |
| 12. října 1977, Lucemburk  | Lucembursko | 0 – 2    | Anglie      |
| 15. října 1977, Turín      | Itálie      | 6 – 1    | Finsko      |
| 16. listopadu 1977, Londýn | Anglie      | 2 – 0    | Itálie      |
| 3. prosince 1977, Řím      | Itálie      | 3 – 0    | Lucembursko |

## Skupina 3
| Poř. | Tým      | B  | Z | V | R | P | VG | IG | +/- |
| ---- | -------- | -- | - | - | - | - | -- | -- | --- |
| 1    | Rakousko | 10 | 6 | 4 | 2 | 0 | 14 | 2  | 12  |
| 2    | NDR      | 9  | 6 | 3 | 3 | 0 | 15 | 4  | 11  |
| 3    | Turecko  | 5  | 6 | 2 | 1 | 3 | 9  | 5  | 4   |
| 4    | Malta    | 0  | 6 | 0 | 0 | 6 | 0  | 27 | -27 |

| Datum                        | Domácí   | Výsledek | Hosté    |
| ---------------------------- | -------- | -------- | -------- |
| 31. října 1976, Smyrna       | Turecko  | 4 – 0    | Malta    |
| 17. listopadu 1976, Dresden  | NDR      | 1 – 1    | Turecko  |
| 5. prosince 1976, Valletta   | Malta    | 0 – 1    | Rakousko |
| 2. dubna 1977, Valletta      | Malta    | 0 – 1    | NDR      |
| 17. dubna 1977, Vídeň        | Rakousko | 1 – 0    | Turecko  |
| 30. dubna 1977, Salcburk     | Rakousko | 9 – 0    | Malta    |
| 24. září 1977, Vídeň         | Rakousko | 1 – 1    | NDR      |
| 12. října 1977, Lipsko       | NDR      | 1 – 1    | Rakousko |
| 29. října 1977, Potsdam      | NDR      | 9 – 0    | Malta    |
| 30. října 1977, Smyrna       | Turecko  | 0 – 1    | Rakousko |
| 16. listopadu 1977, Smyrna   | Turecko  | 1 – 2    | NDR      |
| 27. listopadu 1977, Valletta | Malta    | 0 – 3    | Turecko  |

## Skupina 4
| Poř. | Tým           | B  | Z | V | R | P | VG | IG | +/- |
| ---- | ------------- | -- | - | - | - | - | -- | -- | --- |
| 1    | Nizozemsko    | 11 | 6 | 5 | 1 | 0 | 11 | 3  | 8   |
| 2    | Belgie        | 6  | 6 | 3 | 0 | 3 | 7  | 6  | 1   |
| 3    | Severní Irsko | 5  | 6 | 2 | 1 | 3 | 7  | 6  | 1   |
| 4    | Island        | 2  | 6 | 1 | 0 | 5 | 2  | 12 | -10 |

| Datum                       | Domácí        | Výsledek | Hosté         |
| --------------------------- | ------------- | -------- | ------------- |
| 5. září 1976, Reykjavík     | Island        | 0 – 1    | Belgie        |
| 8. září 1976, Reykjavík     | Island        | 0 – 1    | Nizozemsko    |
| 13. října 1976, Rotterdam   | Nizozemsko    | 2 – 2    | Severní Irsko |
| 10. listopadu 1976, Liège   | Belgie        | 2 – 0    | Severní Irsko |
| 26. března 1977, Antverpy   | Belgie        | 0 – 2    | Nizozemsko    |
| 11. června 1977, Reykjavík  | Island        | 1 – 0    | Severní Irsko |
| 31. srpna 1977, Nijmegen    | Nizozemsko    | 4 – 1    | Island        |
| 3. září 1977, Brusel        | Belgie        | 4 – 0    | Island        |
| 21. září 1977, Belfast      | Severní Irsko | 2 – 0    | Island        |
| 12. října 1977, Belfast     | Severní Irsko | 0 – 1    | Nizozemsko    |
| 26. října 1977, Amsterdam   | Nizozemsko    | 1 – 0    | Belgie        |
| 16. listopadu 1977, Belfast | Severní Irsko | 3 – 0    | Belgie        |

## Skupina 5
| Poř. | Tým       | B | Z | V | R | P | VG | IG | +/- |
| ---- | --------- | - | - | - | - | - | -- | -- | --- |
| 1    | Francie   | 5 | 4 | 2 | 1 | 1 | 7  | 4  | 3   |
| 2    | Bulharsko | 4 | 4 | 1 | 2 | 1 | 5  | 6  | -1  |
| 3    | Irsko     | 3 | 4 | 1 | 1 | 2 | 2  | 4  | -2  |

| Datum                     | Domácí    | Výsledek | Hosté     |
| ------------------------- | --------- | -------- | --------- |
| 9. října 1976, Sofia      | Bulharsko | 2 – 2    | Francie   |
| 17. listopadu 1976, Paříž | Francie   | 2 – 0    | Irsko     |
| 30. března 1977, Dublin   | Irsko     | 1 – 0    | Francie   |
| 1. června 1977, Sofia     | Bulharsko | 2 – 1    | Irsko     |
| 12. října 1977, Dublin    | Irsko     | 0 – 0    | Bulharsko |
| 16. listopadu 1977, Paříž | Francie   | 3 – 1    | Bulharsko |

## Skupina 6
| Poř. | Tým       | B | Z | V | R | P | VG | IG | +/- |
| ---- | --------- | - | - | - | - | - | -- | -- | --- |
| 1    | Švédsko   | 6 | 4 | 3 | 0 | 1 | 7  | 4  | 3   |
| 2    | Norsko    | 4 | 4 | 2 | 0 | 2 | 3  | 4  | -1  |
| 3    | Švýcarsko | 2 | 4 | 1 | 0 | 3 | 3  | 5  | -2  |

| Datum                      | Domácí    | Výsledek | Hosté     |
| -------------------------- | --------- | -------- | --------- |
| 16. června 1976, Stockholm | Švédsko   | 2 – 0    | Norsko    |
| 8. září 1976, Oslo         | Norsko    | 1 – 0    | Švýcarsko |
| 9. října 1976, Basilej     | Švýcarsko | 1 – 2    | Švédsko   |
| 8. června 1977, Stockholm  | Švédsko   | 2 – 1    | Švýcarsko |
| 7. září 1977, Oslo         | Norsko    | 2 – 1    | Švédsko   |
| 30. října 1977, Bern       | Švýcarsko | 1 – 0    | Norsko    |

## Skupina 7
| Poř. | Tým            | B | Z | V | R | P | VG | IG | +/- |
| ---- | -------------- | - | - | - | - | - | -- | -- | --- |
| 1    | Skotsko        | 6 | 4 | 3 | 0 | 1 | 6  | 3  | 3   |
| 2    | Československo | 4 | 4 | 2 | 0 | 2 | 4  | 6  | -2  |
| 3    | Wales          | 2 | 4 | 1 | 0 | 3 | 3  | 4  | -1  |

| Datum                       | Domácí         | Výsledek | Hosté          |
| --------------------------- | -------------- | -------- | -------------- |
| 13. října 1976, Praha       | Československo | 2 – 0    | Skotsko        |
| 17. listopadu 1976, Glasgow | Skotsko        | 1 – 0    | Wales          |
| 30. března 1977, Wrexham    | Wales          | 3 – 0    | Československo |
| 21. září 1977, Glasgow      | Skotsko        | 3 – 1    | Československo |
| 12. října 1977, Liverpool   | Wales          | 0 – 2    | Skotsko        |
| 16. listopadu 1977, Praha   | Československo | 1 – 0    | Wales          |

## Skupina 8
| Poř. | Tým        | B | Z | V | R | P | VG | IG | +/- |
| ---- | ---------- | - | - | - | - | - | -- | -- | --- |
| 1    | Španělsko  | 6 | 4 | 3 | 0 | 1 | 4  | 1  | 3   |
| 2    | Rumunsko   | 4 | 4 | 2 | 0 | 2 | 7  | 8  | -1  |
| 3    | Jugoslávie | 2 | 4 | 1 | 0 | 3 | 6  | 8  | -2  |

| Datum                        | Domácí     | Výsledek | Hosté      |
| ---------------------------- | ---------- | -------- | ---------- |
| 10. října 1976, Sevilla      | Španělsko  | 1 – 0    | Jugoslávie |
| 16. dubna 1977, Bukurešť     | Rumunsko   | 1 – 0    | Španělsko  |
| 8. května 1977, Záhřeb       | Jugoslávie | 0 – 2    | Rumunsko   |
| 26. října 1977, Madrid       | Španělsko  | 2 – 0    | Rumunsko   |
| 13. listopadu 1977, Bukurešť | Rumunsko   | 4 – 6    | Jugoslávie |
| 30. listopadu 1977, Bělehrad | Jugoslávie | 0 – 1    | Španělsko  |

## Skupina 9
| Poř. | Tým           | B | Z | V | R | P | VG | IG | +/- |
| ---- | ------------- | - | - | - | - | - | -- | -- | --- |
| 1    | Maďarsko      | 5 | 4 | 2 | 1 | 1 | 6  | 4  | 2   |
| 2    | Sovětský svaz | 4 | 4 | 2 | 0 | 2 | 5  | 3  | 2   |
| 3    | Řecko         | 3 | 4 | 1 | 1 | 2 | 2  | 6  | -4  |

| Datum                     | Domácí        | Výsledek | Hosté         |
| ------------------------- | ------------- | -------- | ------------- |
| 9. října 1976, Athény     | Řecko         | 1 – 1    | Maďarsko      |
| 24. dubna 1977, Moskva    | Sovětský svaz | 2 – 0    | Řecko         |
| 30. dubna 1977, Budapešť  | Maďarsko      | 2 – 1    | Sovětský svaz |
| 10. května 1977, Soluň    | Řecko         | 1 – 0    | Sovětský svaz |
| 18. května 1977, Tbilisi  | Sovětský svaz | 2 – 0    | Maďarsko      |
| 25. května 1977, Budapešť | Maďarsko      | 3 – 0    | Řecko         |

Maďarsko postoupilo do mezikontinentální baráže proti třetímu celku zóny CONMEBOL.